# Paper Bag Records
Paper Bag Records es una compañía discográfica independiente canadiense formada en el 2002 por Trevor Larocque y Enrique Soissa, es una de las compañías discográficas que han hecho apoyo a los grupos emergentes del rock y indie rock, aunque también ha hecho apoyo simultáneo a músicos y grupos de la electrónica.
La discográfica ha ganado 2 premios del Juno Awards en el 2003 y 2013.

## Algunos artistas de la discográfica
- Amon Tobin
- Austra
- Broken Social Scene
- Cities in Dust
- Diana
- Frog Eyes
- Little Girls
- Memphis
- Rock Plaza Central
- Stars
- The Luyas
- Tokyo Police Club
- Uncut
- Yamantaka // Sonic Titan